# Classe Borodino (cruzadores de batalha)
A Classe Borodino, também chamada de Classe Izmail, foi uma classe de cruzadores de batalha planejada pela Marinha Imperial Russa, composta pelo Izmail, Borodino, Kinburn e Navarin. Suas construções começaram no final de 1912 no Estaleiro do Báltico e Estaleiro do Almirantado em São Petersburgo, mas nunca chegaram a ser finalizados. O projeto da classe foi influenciado pelas experiências da Guerra Russo-Japonesa e veio da necessidade da existência de uma esquadra de navios rápidos para enfrentar a vanguarda da linha de batalha inimiga. Um financiamento foi aprovado pela Duma, mas as obras estouraram o orçamento e dinheiro precisou ser desviado de outros projetos.
Os cruzadores de batalha da Classe Borodino, como projetados, seriam armados com uma bateria principal de doze canhões de 356 milímetros montados em quatro torres de artilharia triplas. Teriam um comprimento de fora a fora de 223 metros, boca de trinta metros, calado de nove metros e um deslocamento de mais de 37 mil toneladas. Seus sistemas de propulsão seriam compostos por 25 caldeiras mistas de carvão a óleo combustível que alimentariam quatro conjuntos de turbinas a vapor, que por sua vez girariam quatro hélices até uma velocidade máxima de 26 nós (48 quilômetros por hora). Os navios teriam um cinturão principal de blindagem que teria entre 125 e 237 milímetros de espessura.
As construções foram atrasadas pela falta de capacidade industrial russa e de 1914 em diante pelo andamento da Primeira Guerra Mundial, que dificultou a importação de materiais e desviou trabalhadores para outras necessidades consideradas mais urgentes. Seus cascos foram lançados ao mar entre 1915 e 1916, mas o início da Revolução Russa em 1917 paralisou as obras. Os soviéticos consideraram finalizá-los após o fim da Guerra Civil Russa, mas o Borodino, Kinburn e Navarin acabaram desmontados no início da década de 1920. Houve propostas para converter o Izmail em porta-aviões, mas isto também foi cancelado após manobras políticas e ele acabou desmontado em 1931.

## Desenvolvimento
O Estado-Maior Geral Naval russo decidiu depois do fim da Guerra Russo-Japonesa em 1905 que precisavam de uma esquadra de cruzadores blindados rápidos. A intenção era usar sua velocidade superior para enfrentar a vanguarda da linha de batalha inimiga, do mesmo modo que os japoneses tinham feito contra os russos na Batalha de Tsushima. O Estado-Maior Geral Naval inicialmente queria embarcações capazes de 28 nós (52 quilômetros por hora), armadas com canhões de 305 milímetros e com um fino cinturão de blindagem de 190 milímetros de espessura. O imperador Nicolau II aprovou a construção de navios do tipo em 5 de maio de 1911, porém a sessão da Duma Estatal terminou antes da proposta ser votada. Foram pedidas propostas preliminares de estaleiros particulares, mas estes mostraram-se muito caros, fazendo com que os requerimentos fossem revisados. Novas especificações foram emitidas em 1º de julho de 1911 para velocidade máxima de 26,5 nós (49,1 quilômetros por hora) e blindagem de 254 milímetros. O armamento cresceu para nove canhões de 356 milímetros em três torres de artilharia triplas espalhadas pelo navio, pois havia um rumor falso de que os alemães estavam aumentando o tamanho dos canhões de seus couraçados. A Marinha Imperial Russa acreditava que separar as torres de artilharia e seus depósitos de munição diminuía a chance de uma explosão catastróficas das munições, além de reduzir a silhueta da embarcação e melhorar a estabilidade sem torres sobrepostas e suas barbetas altas.
O Ministério Naval solicitou em 8 de setembro novas propostas de 23 estaleiros, nacionais e estrangeiros, mas apenas sete responderam, mesmo depois do prazo ter se estendido em um mês. Vários projetos foram rejeitados por não se adequarem aos requisitos revisados. Enquanto isso, a Seção de Artilharia da Administração Principal de Construção Naval decidiu que preferia um projeto com três torres de artilharia triplas, com novas propostas sendo solicitadas em maio de 1912 dos principais participantes da primeira rodada. O vencedor foi um projeto do Estaleiro do Almirantado, que adicionava uma nova torre de artilharia a uma nova seção do casco inserida no projeto original de três torres.
A Duma aprovou as construções em maio de 1912 antes do projeto ser finalizado, destinando 45,5 milhões de rublos para cada embarcação. A adição da quarta torre de artilharia e consequente aumento de tamanho fez com que cada navio estourasse o orçamento em aproximadamente sete milhões de rublos. Parte deste dinheiro foi desviado do orçamento dos cruzadores rápidos da Classe Svetlana. Encomendas foram feitas em 18 de setembro de 1912 para duas embarcações do Estaleiro do Almirantado e outras duas do Estaleiro do Báltico. Os primeiros dois deveriam estar prontos para testes marítimos em 14 de julho de 1916, enquanto os dois últimos em 14 de setembro.
Testes em escala real ocorridos em 1913 revelaram grandes fraquezas no esquema de blindagem proposto para a Classe Borodino. O obsoleto ironclad Chesma tinha sido modificado com uma blindagem idêntica aos couraçados da Classe Gangut, então ainda em construção. A blindagem do convés e das torres de artilharia mostraram-se muito finas, enquanto a estrutura de apoio da blindagem lateral não era forte o bastante para aguentar o choque do impacto de projéteis grandes. O projeto da blindagem da Classe Borodino era bem similar ao da Classe Gangut, assim precisou ser modificado. A blindagem do convés foi reforçada com placas extras e a espessura dos tetos das torres aumentada. A planejada torre de comando de ré foi removida a fim de compensar o peso, enquanto a espessura máxima do cinturão principal foi ligeiramente reduzida. Juntas de caixa e espiga foram usadas entre as placas de blindagem nas extremidades verticais para melhor distribuir o choque de um impacto e diminuir o estresse na estrutura de suporte no casco. O lançamento dos dois primeiros navios foi adiado em seis meses por conta dessas mudanças e necessidades de cumprir outras demandas de outras embarcações.

## Projeto

### Características
Os navios da Classe Borodino teriam 223,85 metros de comprimento de fora a fora, uma boca de 30,5 metros e um calado máximo de 8,81 metros. O deslocamento normal seria de 33 mil toneladas, enquanto o deslocamento carregado seria de 37 234 toneladas. Aço de alta resistência seria usado por todo o casco, já aço macio seria usado apenas em áreas que não contribuíam para a integridade estrutural. Os cascos seriam subdivididos por 25 anteparas estanques transversais e a sala de máquinas por uma antepara longitudinal. O fundo duplo teria uma altura de 1,275 metros, com as partes vitais sendo protegidas por um fundo triplo que adicionava mais 875 milímetros de profundidade. Teria uma borda livre de 8,89 metros à vante, 6,24 metros à meia-nau e 6,49 metros à ré. Também teriam sido equipados cada um com três tanques antibalanço Frahm em cada lateral.

### Propulsão
O sistema de propulsão consistiria em quatro turbinas a vapor, cada uma girando uma hélice, alimentadas por 25 caldeiras triangulares Yarrow que funcionariam a uma pressão de dezessete quilogramas-força por centímetros quadrado. A potência indicada seria de 66,6 mil cavalos-vapor (49 mil quilowatts), mas também foram projetadas para serem forçadas até 91,1 mil cavalos-vapor (67 mil quilowatts). As caldeiras de vante ficariam agrupadas em três compartimentos com três caldeiras a óleo combustível em cada. As caldeiras de ré ficariam em quatro compartimentos, cada um com quatro caldeiras a carvão equipadas com borrifadores de óleo para aumentar a taxa de queima. A velocidade máxima foi estimada em 26,5 nós, porém forçando os maquinários seria possível alcançar 28,5 nós (52,8 quilômetros por hora). As embarcações foram projetadas para carregar duas mil toneladas de carvão e 1,9 mil toneladas de óleo combustível, que proporcionaria uma autonomia estimada de 2 280 milhas náuticas (4 220 quilômetros) em velocidade máxima.
Dois conjuntos de turbinas foram encomendadas em 22 de abril de 1913 do Estaleiro do Almirantado para que fossem instaladas nos navios sendo construídos lá,, enquanto o Estaleiro do Báltico construiu suas próprias turbinas, porém alguns componentes foram encomendados no exterior. Algumas fontes ocidentais afirmam erroneamente que as turbinas do Navarin foram encomendadas da alemã AG Vulcan Stettin e que foram tomadas no início da Primeira Guerra Mundial e instaladas nos cruzadores rápidos da Classe Brummer. Isto contradiz os registros originais russos e alemães, além de ser tecnicamente impossível, pois as turbinas especificadas para o Navarin eram do tipo Parsons, enquanto aquelas dos cruzadores alemães eram no padrão Curtis. Na realidade, os motores da Classe Brummer tinham sido encomendados para os navios da Classe Svetlana.
A energia elétrica seria produzida por seis turbogeradores e dois geradores a diesel, cada um de 320 quilowatts (430 cavalos-vapor). Eles ficariam em quatro compartimentos abaixo do convés principal, duas à vante e dois à ré das salas de máquinas e de caldeiras. Os geradores alimentariam um complexo sistema elétrico que combinaria corrente alternada para a maioria dos equipamentos de bordo e corrente contínua para os equipamentos mais pesados, como os motores para girar as torres de artilharia.

### Armamento
O armamento principal da Classe Borodino seria de doze canhões Modelo 1913 calibre 52 de 356 milímetros montados em quatro torres de artilharia triplas elétricas. As torres foram projetadas para girarem e elevarem as armas a uma velocidade de três graus por segundo. Os canhões poderiam abaixar até cinco graus negativos e elevar até 25 graus, podendo serem recarregadas em qualquer ângulo até quinze graus. A cadência de tiro esperada seria de três disparos por minuto. Cada arma teria um carregamento de oitenta projéteis. Estes pesariam 747,6 quilogramas e seriam disparados a uma velocidade de saída de 731,5 metros por segundo, com o alcance máximo de 23,2 quilômetros.
A primeira e quarta torres de artilharia teriam sido equipadas com um telêmetro de seis metros, enquanto outro telêmetro de cinco metros ficaria no topo da torre de comando. Estes proporcionariam dados para um computador analógico Geisler no posto central de artilharia, que transmitiria soluções de disparo para os artilheiros. Um computador de controle de disparo mecânico teria sido um relógio de distância Pollen Argo, importado do Reino Unido em 1913, ou um sistema Erikson nacional.
O armamento secundário consistiria em 24 canhões Padrão 1913 calibre 55 de 130 milímetros montados em casamatas no casco, doze de cada lado. Eles poderiam se elevar até vinte graus para um alcance máximo de 15,3 quilômetros. Disparariam projéteis de 36,86 quilogramas a uma velocidade de saída de 823 metros por segundo. A bateria antiaérea seria de quatro canhões calibre 38 de 64 milímetros instalados no convés superior, com cada arma tendo à disposição 220 projéteis. Estes pesariam 4,04 quilogramas e seriam disparados a uma velocidade de saída de 686 metros por segundo. Quatro canhões de 75 milímetros em  montagens duplas ficariam no topo das torres de artilharia principais para ajudar na mira. Haveriam seis tubos de torpedo submersos de 450 milímetros, três em cada lateral, com um carregamento total de dezoito torpedos.

### Blindagem
O cinturão principal teria 237,5 milímetros de espessura cobrindo os 151,2 metros centrais dos navios. Teria cinco metros de altura, 3,375 metros dos quais acima da linha de flutuação e 1,64 metros abaixo. O restante da linha de flutuação seria protegido por placas de 125 milímetros. O cinturão superior teria cem milímetros e uma altura de 2,89 metros. Se afinaria para 75 milímetros à vante das casamatas até a proa. A parte de ré do convés do castelo de proa seria protegida por uma extensão vertical do cinturão superior na área da primeira barbeta e das casamatas superiores. Estas seriam protegidas por anteparas transversais de cem milímetros. Atrás da blindagem ficaria uma antepara longitudinal contra estilhaços de cinquenta milímetros entre o convés mediano e inferior, enquanto entre o convés mediano e superior se afinaria para 25 milímetros. A antepara se inclinaria para trás a partir da extremidade do convés inferior até a extremidade inferior do cinturão principal com uma espessura máxima de 75 milímetros dividida em placas de aço não-cimentado Krupp de cinquenta milímetros e placas de aço-níquel de 25 milímetros. A extremidade de vante da cidadela blindada seria protegida separadamente e sua antepara transversal teria apenas 75 milímetros. A antepara de ré teria trezentos milímetros entre os conveses mediano e inferior, diminuindo para 75 milímetros no nível do cinturão principal.
As torres de artilharia teriam laterais de trezentos milímetros de espessura e tetos de 150 milímetros. As aberturas dos canhões teriam sido protegidas por placas de cinquenta milímetros, enquanto anteparas de 25 milímetros separariam as armas dentro das torres. As barbetas teria 247,5 milímetros de espessura, mas que se reduziria para 147,5 milímetros quando estivesse atrás do cinturão de blindagem. As barbetas teriam o formato de cone truncado que combinava com a trajetória de projéteis em mergulho, o que reduziria sua capacidade de proteção. As tubulações das chaminés seriam protegidas por blindagem de cinquenta milímetros. O convés superior teria 37,5 milímetros e o convés mediano seria de quarenta milímetros de placas de aço não-cimentado Krupp e 25 milímetros de placas de aço-níquel sobre a cidadela blindada. As laterais da torre de comando teriam quatrocentos milímetros de espessura e seu teto 250 milímetros. A proteção subaquática seria mínima, sendo de apenas uma única antepara estanque de dez milímetros atrás de uma extensão vertical do fundo duplo, que se afinaria à medida que o casco fosse ficando mais estreito em direção da proa e popa.

## Navios
| Nome     | Homônimo            | Construtor               | Batimento              | Lançamento            | Destino             | Situação em 28 de abril de 1917 | Situação em 28 de abril de 1917 | Situação em 28 de abril de 1917 | Situação em 28 de abril de 1917 |
| Nome     | Homônimo            | Construtor               | Batimento              | Lançamento            | Destino             | Casco                           | Blindagem                       | Motores                         | Caldeiras                       |
| -------- | ------------------- | ------------------------ | ---------------------- | --------------------- | ------------------- | ------------------------------- | ------------------------------- | ------------------------------- | ------------------------------- |
| Izmail   | Cerco de Izmail     | Estaleiro do Báltico     | 19 de dezembro de 1912 | 22 de junho de 1915   | Desmontado em 1931  | 65%                             | 36%                             | 66%                             | 66%                             |
| Borodino | Batalha de Borodino | Estaleiro do Almirantado | 19 de dezembro de 1912 | 31 de julho de 1915   | Desmontados em 1923 | 57%                             | 13%                             | 40%                             | 38,4%                           |
| Kinburn  | Batalha de Kinburn  | Estaleiro do Báltico     | 19 de dezembro de 1912 | 30 de outubro de 1915 | Desmontados em 1923 | 52%                             | 5%                              | 22%                             | 7,2%                            |
| Navarin  | Batalha de Navarino | Estaleiro do Almirantado | 19 de dezembro de 1912 | 9 de novembro de 1916 | Desmontados em 1923 | 50%                             | 2%                              | 26,5%                           | 12,5%                           |

## Construção

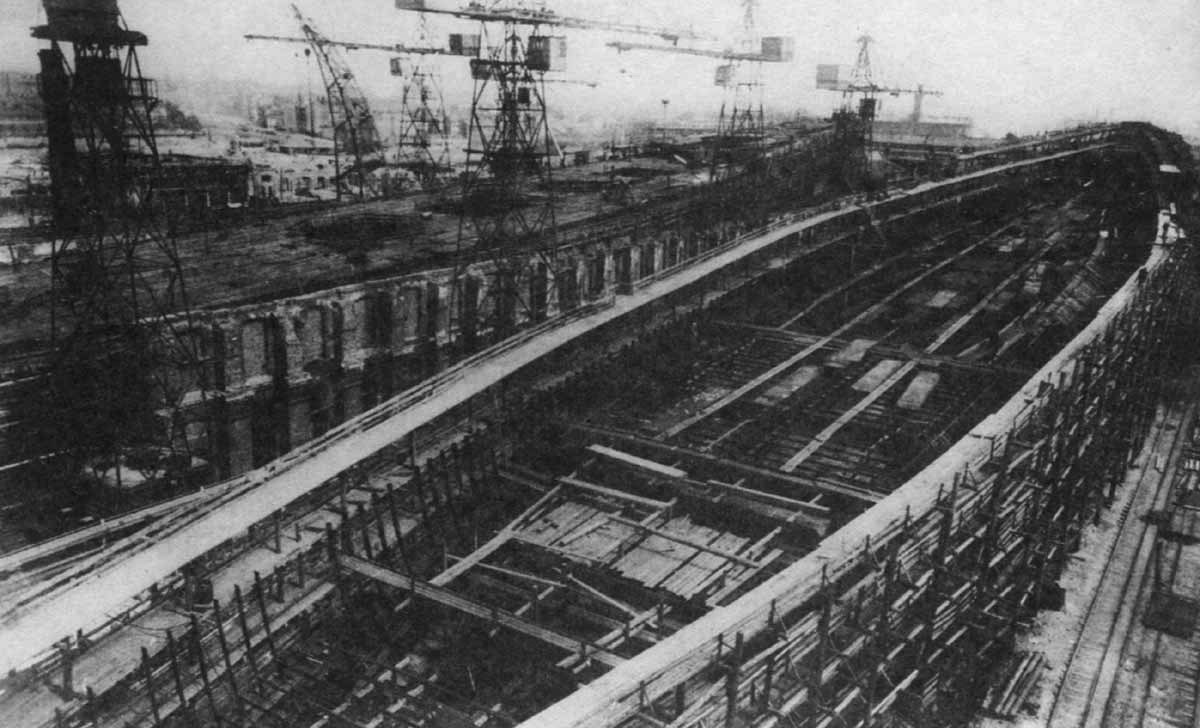
O Navarin (esquerda) e o Borodino (direita) em construção em 1914

O batimento de quilha formal dos quatro navios ocorreu em 19 de dezembro de 1912, mas as obras só foram começar entre março e abril de 1913. Uma avaliação feita em 4 de junho de 1914 determinou que os lançamentos dos dois primeiros seriam adiados até outubro. A Primeira Guerra Mundial começou em agosto e foi considerado que o casco do Izmail estava 43 por cento completo, com os outros bem atrás. A guerra causou mais atrasos, pois alguns componentes tinham sido encomendados de fabricantes estrangeiros. Por exemplo, as torres de artilharia deveriam ficar em cima de rolamentos de 203 milímetros fabricados na Alemanha, mas tentativas de encomendar substitutos no Reino Unido e Suécia fracassaram, pois nenhuma empresa queria ou era capaz de produzir os rolamentos. Competição pelos recursos escassos para outros projetos consideradas necessários para o esforço de guerra atrasaram as obras ainda mais. Ficou claro em 1915 que a indústria russa não seria capaz de finalizá-los durante a guerra, principalmente porque as torres de artilharia estava muito atrasadas pela falta dos componentes importados e escassez de aço. A Classe Borodino foi reclassificada em 1916 como um projeto de segunda prioridade pela Administração Principal de Construção Naval, com as obras praticamente parando.
O Estado-Maior Geral Naval e a Administração Principal de Construção Naval fizeram vários planos para finalizar os navios depois do fim da guerra, incluindo modificar suas torres de artilharia para recarregarem em um ângulo fixo de quatro graus com o objetivo de reduzir o peso e a complexidade do equipamento. Outra mudança era aumentar a altura das chaminés em dois metros a fim de minimizar a interferência da fumaça na ponte, que tinha sido um problema na Classe Gangut. Houve sugestões para melhorar os maquinários com novos tipos de turbinas, uso de uma transmissão turboelétrica ou uso de uma transmissão hidráulica Föttinger, mas estas eram mais no âmbito teórico do que prático.
A condição das embarcações foi avaliada em 28 de abril de 1917, depois do início da Revolução Russa. O Izmail era aquele que estava mais avançado, tendo sido estimado que seu casco, motores e caldeiras estavam 65 por cento completos, enquanto a blindagem estava 36 por cento completa. Não era esperado que suas torres fossem finalizadas antes de 1919. O Congresso de Trabalhadores de Estaleiros decidiu em meados do ano continuar as obras do Izmail, mas apenas para manter empregos. O Governo Provisório paralisou todos os trabalhos no Borodino, Kinburn e Navarin em 24 de outubro, enquanto os bolcheviques ordenaram que a construção do Izmail parasse em 14 de dezembro.
Os bolcheviques consideraram em outubro de 1921 finalizar o Izmail e possivelmente o Borodino em seu projeto original. Demoraria dois anos para construir todas as torres do Izmail, mesmo se todos os canhões estivessem disponíveis. Dez tinham sido entregues pela britânica Vickers antes do início da revolução e um tinha sido construído nacionalmente em 1912, mas não eram boas as perspectivas de se conseguir mais devido ao péssimo estado da indústria soviética pós-Guerra Civil Russa. Outro problema era seu complicado sistema elétrico que não poderia ser finalizado sob as atuais circunstâncias, e demoraria pelo menos vinte meses para ser substituído por um sistema mais simples.
Os soviéticos consideraram finalizar o Kinburn e Navarin com um projeto modificado com canhões de 410 milímetros, com uma torre dupla destas armas pesando ligeiramente menos que uma torre tripla de 356 milímetros. A proposta foi rejeitada porque eram mínimas as perspectivas de se arranjar tais armas. A indústria nacional era incapaz de construir canhões desse tamanho e os soviéticos não conseguiram comprar as armas no exterior. Outras ideias foram examinadas para os três navios menos avançados, incluindo convertê-los em navios cargueiros, transatlânticos ou barcas de petróleo, mas foi achado que os cascos eram muito grandes e instáveis para esses propósitos. Nenhuma das propostas foi aceita e os três foram vendidos para desmontagem em 21 de agosto de 1923 para uma empresa alemã e assim conseguir um pouco de dinheiro para o governo.
A Administração Operacional da Frota Naval Militar Soviética contemplou em maio de 1925 converter o Izmail em um porta-aviões com velocidade máxima de 27 nós (cinquenta quilômetros por hora) e capacidade de transportar até cinquenta aeronaves. Teria sido armado com uma bateria de oito canhões de 183 milímetros e sua blindagem seria reduzida para um cinturão principal de 76 milímetros de espessura. Esta proposta foi aprovada em 6 de julho por Alexei Rikov, o Presidente do Conselho do Comissariado do Povo, porém o Exército Vermelho era veementemente contra gastar mais dinheiro em projetos navais. O exército conseguiu bloquear o projeto ao conquistar em dezembro o controle da comissão nomeada para avaliar as necessidades da marinha, com o projeto sendo cancelado em 16 de março de 1926. A maioria das caldeiras do Izmail foram removidas e usadas nas modernizações dos couraçados Oktiabrskaia Revolutsia e Parizhskaia Kommuna, com o casco do navio sendo desmontado em 1931 em Leningrado.

### Citações
1. ↑   McLaughlin 2003, p. 244
2. ↑   McLaughlin 2003, p. 245
3. ↑   Budzbon 1985, p. 304
4. ↑   McLaughlin 2003, pp. 212–213
5. 1 2 3 4   Watts 1990, p. 65
6. ↑   McLaughlin 2003, pp. 245–246
7. ↑   McLaughlin 2003, p. 247
8. ↑   McLaughlin 2003, pp. 247–248
9. 1 2 3 4 5 6 7 8 9   Taras 2000, p. 39
10. ↑   McLaughlin 2003, pp. 243, 249, 251
11. ↑   McLaughlin 2003, pp. 244, 253–254
12. ↑   McLaughlin 2003, p. 253
13. ↑   Dodson & Nottelmann 2021, p. 190
14. ↑   McLaughlin, 2003, pp. 254, 332
15. ↑   McLaughlin 2003, pp. 251–252
16. 1 2 3 4 5 6   McLaughlin 2003, p. 252
17. ↑   Friedman 2008, pp. 273–275
18. ↑   Friedman 2011, p. 262
19. ↑   Friedman 2011, pp. 264–265
20. ↑   McLaughlin 2003, pp. 252–253
21. ↑   Silverstone 1984, pp. 373, 377, 379
22. 1 2   McLaughlin 2003, p. 243
23. 1 2   McLaughlin 2003, pp. 335–336
24. 1 2 3   McLaughlin 2003, p. 249
25. ↑   McLaughlin 2003, p. 248
26. ↑   McLaughlin 2003, pp. 248–249
27. ↑   McLaughlin 2003, p. 332
28. ↑   McLaughlin 2003, pp. 332–335
29. ↑   McLaughlin 2003, pp. 344–345
30. ↑   Breyer 1992, p. 114
31. ↑   Watts 1990, p. 66